# Germanizare
Germanizarea este o politică de asimilare lingvistică, etnică și culturală, adesea implementată prin forță, de către autoritățile germane. A fost folosită pentru a arata dominația culturii și
limbii germane în regiunile conduse sau influențate de către Germania în perioade diverse ale istorii Europei Centrale, fiind cea mai intensivă și dinamică în cursul celui de-Al Doilea Război Mondial.